# 12007 Fermat
12007 Fermat è un asteroide della fascia principale. Scoperto nel 1996, presenta un'orbita caratterizzata da un semiasse maggiore pari a 2,2602074 UA e da un'eccentricità di 0,0994441, inclinata di 6,36395° rispetto all'eclittica.